# Chenay (Deux-Sèvres)
Chenay ist eine französische Gemeinde mit 456 Einwohnern (Stand 1. Januar 2022) im Département Deux-Sèvres in der Region Nouvelle-Aquitaine. Sie gehört zum Kanton Celles-sur-Belle.

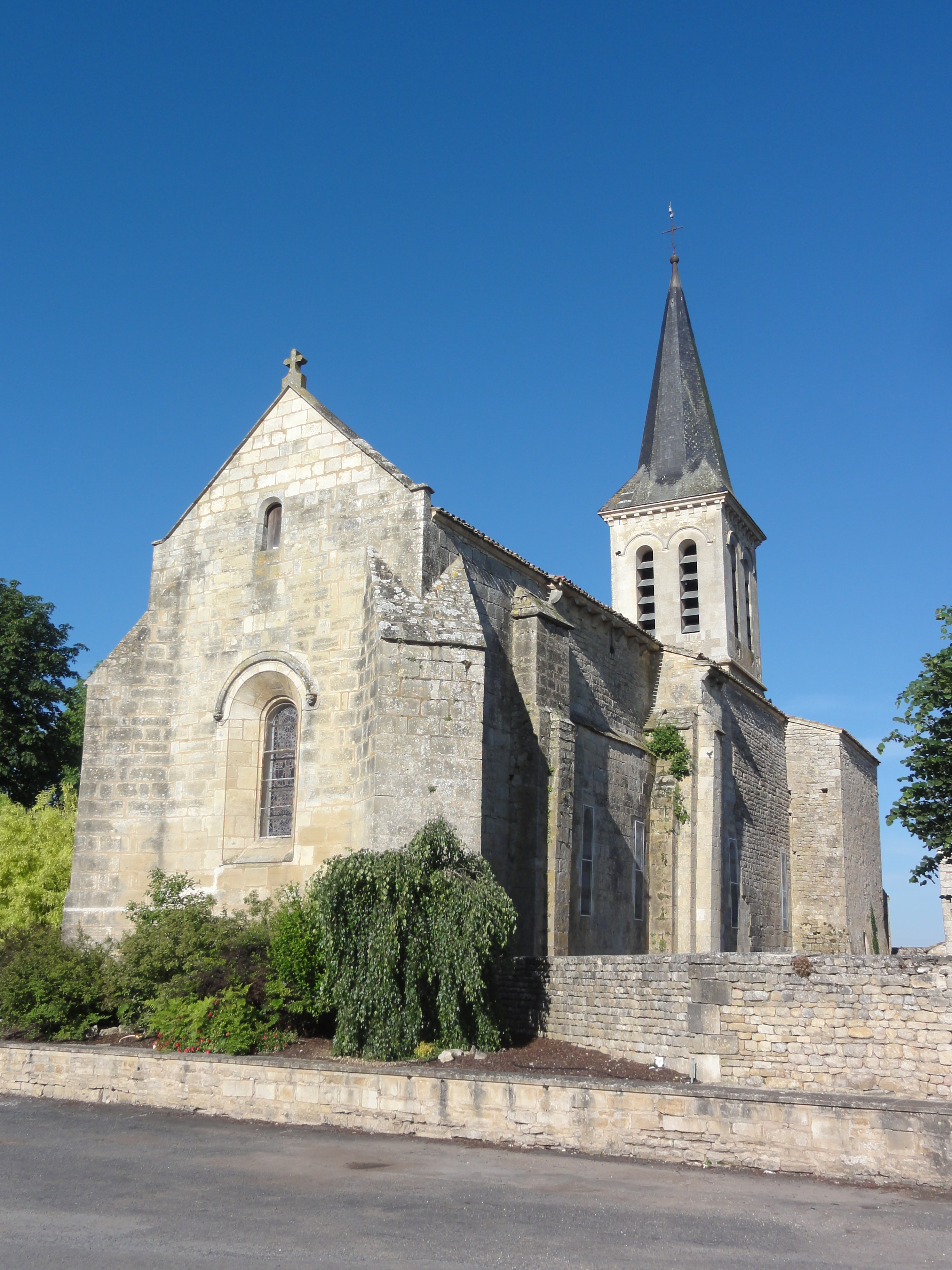
Église Notre-Dame

## Geographie
Chenay befindet sich südwestlich von Poitiers in der historischen Landschaft Poitou. Nachbargemeinden sind Exoudun im Westen, Avon im Nordwesten, Saint-Sauvant im Norden, Vançais im Osten, Lezay und Sepvret im Südosten und Chey im Süden.
Außerdem besaß Chenay einen Bahnhof an der Bahnstrecke Parthenay–Melle der Compagnie des Tramways des Deux-Sèvres (TDS).

## Bevölkerungsentwicklung
| 1962 | 1968 | 1975 | 1982 | 1990 | 1999 | 2009 | Quelle |
| ---- | ---- | ---- | ---- | ---- | ---- | ---- | ------ |
| 699  | 616  | 574  | 533  | 548  | 541  | 478  | [ 2 ]  |